# タケヤキ翔
タケヤキ翔（タケヤキしょう、1991年3月19日 - ）は、日本の男性YouTuber、歌手。2.5次元歌い手グループ｢騎士X - Knight X -｣のメンバー、ロックバンド「ラトゥラトゥ」の元ボーカル、ロックバンド「GIFTY」の元ボーカル。本名は竹谷 翔（たけたに しょう）。

## 来歴
大学生の頃、インターネットの面白さ、自由さに惹かれ、すぐに機器を購入してYouTubeへの動画投稿を始める。商品紹介や心霊スポット、珍スポットへの探訪、一人二役のコントなどの動画を投稿。大学卒業後は会社勤めをしていたが、2016年に一人暮らしを開始するタイミングで会社を辞め、動画投稿者へ専念。
2016年8月より、YouTuber事務所のGENESIS ONEに所属。2017年から2018年まで、ながたりゅうせい、れんた、リョウスケと共にロックバンド「GIFTY」として活動。2018年8月、YouTubeのチャンネル登録者数が100万人を突破。
2018年11月に、GENESIS ONEから退所し、UUUMへ移籍。2019年6月より、TikTokを中心に活躍する音楽クリエイターのマイキとともに、ロックバンド「ラトゥラトゥ」として活動を開始。2021年4月、マイキの卒業により、自身のソロプロジェクトとしてラトゥラトゥを継続することが発表された。
2022年7月8日、テレビアニメ「組長娘と世話係」のオープニングテーマ「未来のヒーローたちへ」を先行配信。8月17日にポニーキャニオンから1枚目となるCDをリリース。
2024年4月1日、同年3月末にUUUMを退所したことを発表。
2025年5月17日にYouTubeにて騎士X - Knight X -に加入すると発表。

## 人物
- 大阪府東大阪市出身。血液型はA型。身長168cm。
- YouTuberとして専業でやっていくのを躊躇するなど、本人によれば意外と堅実で慎重派な性格[5]。
- 独自のコンテンツに女装がある。ただし趣味ではなく、ただ単に他の人がやっていないからやっているという[5]。
- 高校時代からB'zのファン[14]。
- 食べ物の中ではエビが一番好き[15]。
- 特技：ピザカッター

## ディスコグラフィ

### アルバム
| #     | リリース日     | タイトル | レーベル           | 規格品番  |
| GIFTY | GIFTY          | GIFTY    | GIFTY              | GIFTY     |
| ----- | -------------- | -------- | ------------------ | --------- |
| 1st   | 2017年10月22日 | 自分自身 | NEO KINDER RECORDS | NKR-00006 |
| 2nd   | 2018年3月7日   | Calling! | NEO KINDER RECORDS | NKR-00012 |
| 3rd   | 2018年8月1日   | Same     | NEO KINDER RECORDS | NKR-00018 |

### シングル
| #   | リリース日    | タイトル             | レーベル         | 規格品番                            | 備考                                                                        |
| --- | ------------- | -------------------- | ---------------- | ----------------------------------- | --------------------------------------------------------------------------- |
| 1st | 2022年8月17日 | 未来のヒーローたちへ | ポニーキャニオン | PCCG-70503（CD） PCSP-04350（配信） | - テレビアニメ『組長娘と世話係』オープニングテーマ - 2022年7月8日に先行配信 |

### デジタルシングル
| 発売日         | タイトル             | レーベル      |
| -------------- | -------------------- | ------------- |
| 2023年12月26日 | 学生ティータイム     | AnyMind Music |
| 2023年12月26日 | 海賊のどんちゃん騒ぎ | AnyMind Music |
| 2024年1月29日  | やったるでえ!        | AnyMind Music |

### 参加楽曲
| 発売日        | タイトル                                                                         | アーティスト      | 収録アルバム   | レーベル           |
| ------------- | -------------------------------------------------------------------------------- | ----------------- | -------------- | ------------------ |
| 2018年8月5日  | SHOW CASE                                                                        | BEMA & タケヤキ翔 | SCRAMBLE VOL.2 | NEO KINDER RECORDS |
| 2022年9月21日 | とある工業高校生の日常 feat. タケヤキ翔×ツリメ(アバンティーズ)×ンダホ(Fischer's) | ANCHOR            | 青春の後日     | VIA/TOY'S FACTORY  |